# Institut technologique européen d'entrepreneuriat et de management
L'ITEEM est l'une des 204 écoles d'ingénieurs françaises accréditées à délivrer un diplôme d'ingénieur.
Elle est située sur le campus de la Cité scientifique de l'Université de Lille à Villeneuve-d’Ascq (Métropole européenne de Lille, Hauts-de-France).
École interne de Centrale Lille Institut, il assure une formation de spécialité à double compétence en génie industriel et entrepreneurial, alternative longue à un Master en création d'entreprise. Son cursus, qui vise à former des ingénieurs-intrapreneurs et des ingénieurs-entrepreneurs, conduit au diplôme d'ingénieur ITEEM. 
Ce site est desservi par la station de métro Cité Scientifique – Professeur Gabillard du métro de Lille :
- à 15 min de la gare de Lille-Europe (TGV-Paris 58 min ; TGV-Bruxelles 35 min ; Eurostar-Londres 80 min) ;
- à 8 km de l'aéroport de Lille-Lesquin ;
- à 1 km du stade Pierre-Mauroy.

## Racines historiques de la formation double compétence
L'ITEEM est l'aboutissement en 2003 d'une évolution des formations d'ingénieurs et d'école de commerce de Lille pour assurer une double compétence en entrepreneuriat.
Dès 1854, des cours d'ingénierie et de droit commercial ont été professés à l'École des arts industriels et des mines de Lille (École centrale de Lille). En 1872, une réforme des études conduit à sa structuration en l'Institut industriel agronomique et commercial du nord de la France, comprenant une formation principale d'ingénieurs civils en trois ans et une formation au sein d'une École de commerce intégrée. Après plusieurs réformes du programme d'études entre 1875 et 1881, l'École de commerce intégrée fut supprimée en 1881.
L'École supérieure de commerce de Lille fut recréée en 1892 comme établissement autonome par la Chambre de commerce et d'industrie de Lille.
De son côté, l'École centrale de Lille crée en 1996 un Master en création d'entreprise pour ingénieurs diplômés et pour élèves-ingénieurs en dernière année d'étude.
Au début du XXIe siècle, l’École supérieure de commerce de Lille est à nouveau rattachée à l’École centrale de Lille dans le cadre de l’article 43 de la loi de 1984 . C'est en 2003 que les deux Écoles, cousines en raison du lien historique commun, créent l'ITEEM, qui renoue avec l'intention de formation double compétence initiée plus d'un siècle auparavant.
L'École supérieure de commerce de Lille devient SKEMA Business School en 2009.
L'ITEEM bénéficie ainsi du corps d'enseignants de l'École centrale de Lille et de SKEMA Business School.

Logo de l'ITEEM de 2003 à 2016
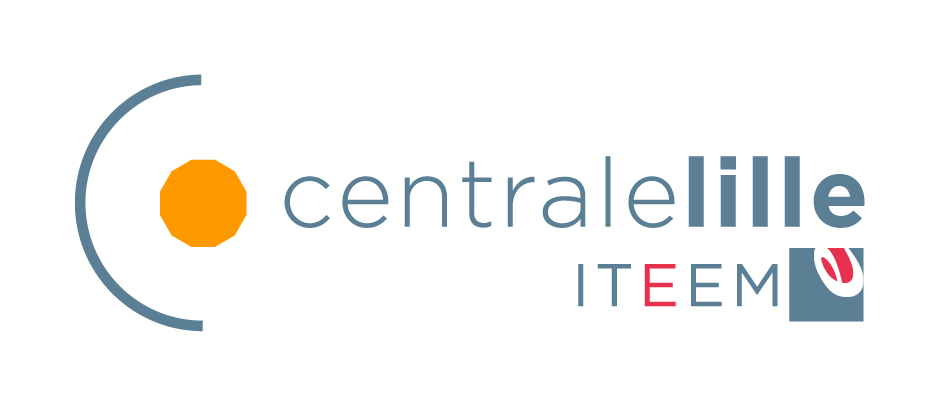
Logo de l'ITEEM de 2016 à 2022
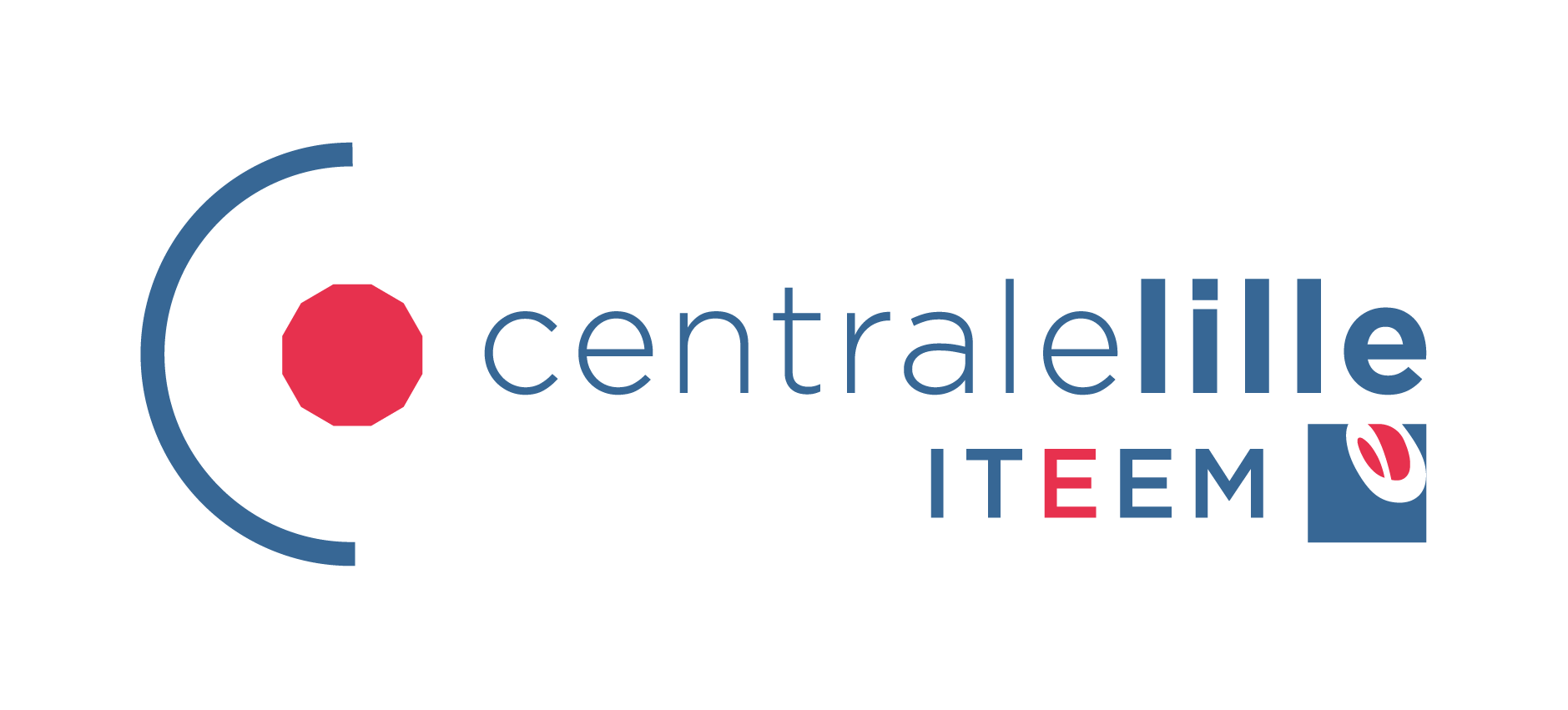
Logo de l'ITEEM depuis 2022

## Formation

### Double compétence Ingénieur-Manager
Cette formation est basée sur l'association d'une école de commerce et d'une école d'ingénieur généraliste. L'Iteem forme des « Ingénieurs Managers Entrepreneurs » ayant une double compétence à la fois scientifique et commerciale. L'Iteem est en effet le fruit du partenariat entre SKEMA Business School et l'École centrale de Lille. Le recrutement a lieu après le bac  et permet d'obtenir un diplôme d'ingénieur de Centrale Lille Institut, spécialité génie industriel et entrepreneurial, qui a obtenu l'avis favorable de la commission des titres d'ingénieurs (CTI).
L'Iteem se situe sur le campus de la cité scientifique de Villeneuve-d'Ascq, rue de Ticléni (Campus de l'Université de Lille). Les locaux de l'École centrale de Lille et de Skema Business School Lille sont également utilisés. Les bâtiments situés sur le campus de la cité scientifique ont été inaugurés en novembre 2009.
Par son approche pédagogique innovante et au travers d'activités de formation par projets, l'école facilite la maturation des innovations et accompagne l'apprenti-Entrepreneur dans le développement de son propre projet. Il est notable que l'Iteem est localisé à proximité du Laboratoire de génie industriel de Lille, une unité de recherche de l'École centrale de Lille.
L'incubateur d'entreprises GENI animé par l'École centrale de Lille est mis à contribution des entrepreneurs en aval de l'institut.

### Cursus
Les 3 premières années sont consacrées à l'apprentissage des savoirs fondamentaux dans le domaine de l'ingénierie. Durant ces trois premières années qui ne sont pas une prépa intégrée, les étudiants reçoivent aussi des cours en rapport avec la compétence managériale et commerciale. Ainsi, les étudiants développent leurs capacités d'adaptation en ayant un cours de mécanique suivi d'un cours de marketing par exemple.
En fin de troisième année, les étudiants partent faire un stage en entreprise pendant 8 mois à l'international, dans un pays non francophone. L’objectif du stage de 8 à 9 mois en entreprise à l’étranger en 4e année, à la fois plébiscité par les élèves et les entreprises, est de se confronter à une culture différente, mais aussi de se forger une expérience professionnelle valorisante et appréciée des entreprises.
En 4e année, les étudiants prennent du recul sur les savoirs théoriques et prennent un angle plus global axé sur les grands modèles managériaux et scientifiques.
En 5e année, les choix d'orientations sont nombreux. Le but étant que chaque étudiant développe son propre projet personnalisé. Il est possible de faire un échange avec l'université de Sherbrooke au Canada ou de partir faire un des nombreux masters de SKEMA Business School. La semaine est divisée en deux :
- Lundi-Mardi-Mercredi : l'élève suit une option de l'École centrale de Lille qu'il choisit parmi la liste suivante : Logistique, Production, Génie civil, E-business, Application d'entreprise, Stratégie et Management des Organisations, Ondes, Mécanique.
- Jeudi-Vendredi : l'élève peut choisir une filière entre la filière entrepreneuriale, le master of science PPMBD de SKEMA Business School (durant lequel les élèves sont amenés à avoir des cours le samedi) ou la filière IME de l'Iteem.

## Recrutement
La candidature à l’Iteem est ouverte aux candidats titulaires ou préparant le baccalauréat toutes options confondues, délivré par la France (quel que soit le pays de résidence) ou diplôme étranger équivalent. Elle se passe en plusieurs étapes : un concours écrit, une étude de dossier et finalement un entretien. L’admission n’est possible qu’en première année.
La procédure d’inscription au concours est la même pour tous les candidats (français et étrangers) et s’effectue uniquement par internet sur le site ParcourSup.